# Мештрович, Иван

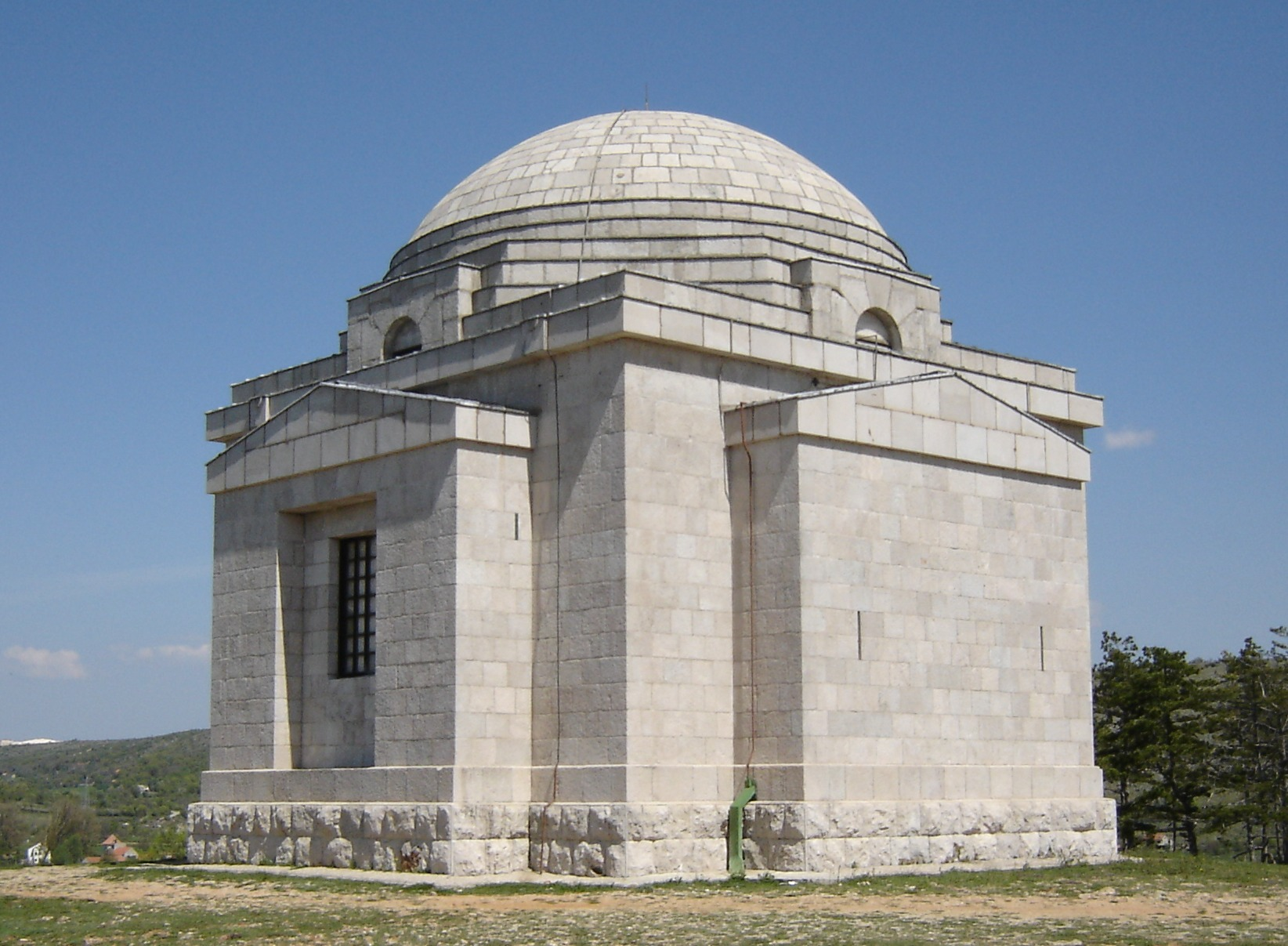
Мавзолей Мештровича

Иван Ме́штрович (произношениео файле), (хорв. Ivan Meštrović, 15 августа 1883, Врполье, Австро-Венгрия (ныне Хорватия) — 16 января 1962, Саут-Бенд, штат Индиана) — хорватский скульптор и архитектор.

## Биография

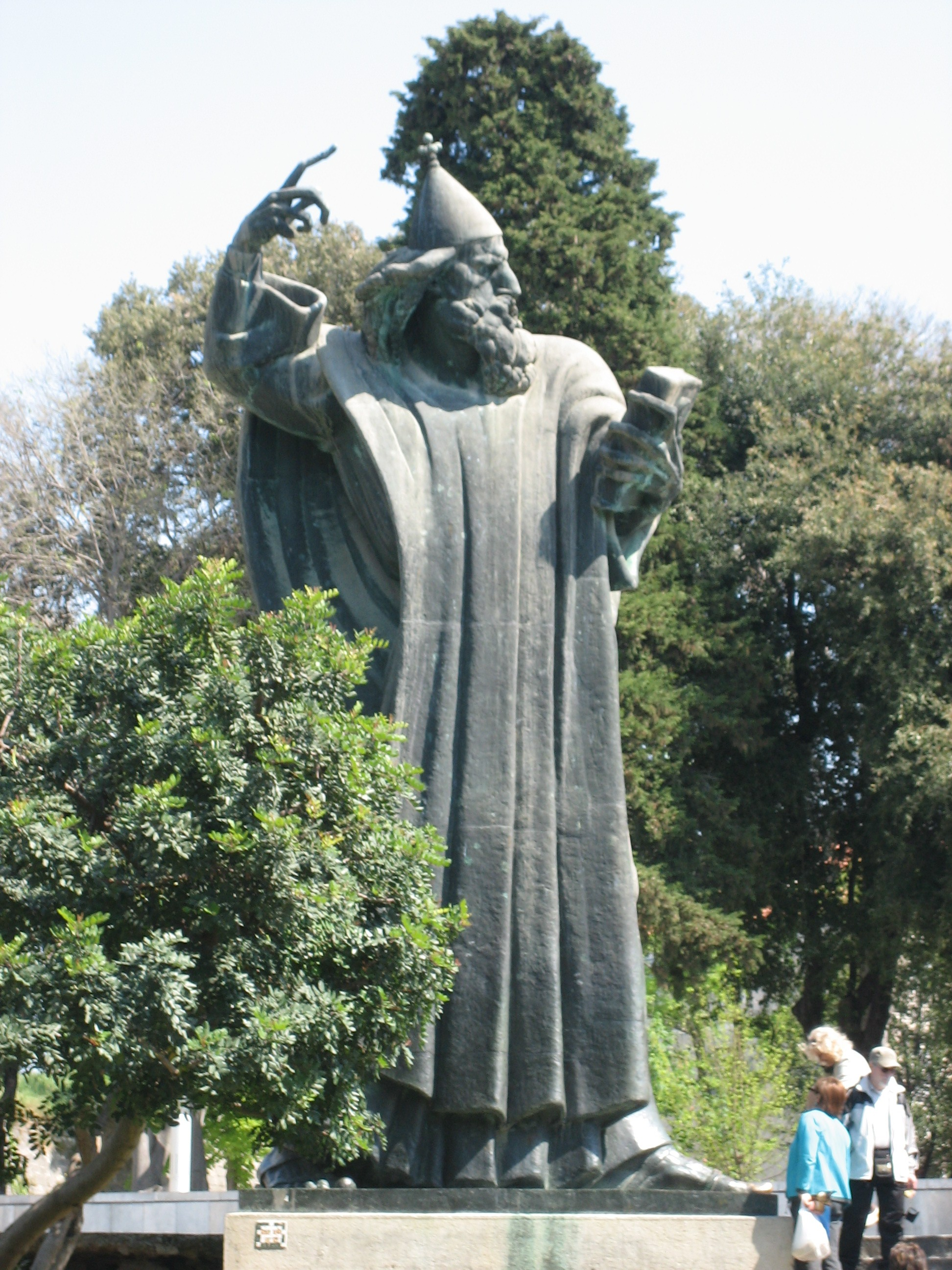
Мештрович, Памятник Гргуру Нинскому, 1926—1927, Сплит

Иван Мештрович родился в 1883 году в Славонии в небольшом посёлке Врполье неподалёку от Джяково, в католической семье потомственных каменотёсов. С детства отличался большими художественными способностями. Обучался сначала в Сплите у Харольда Билинича; потом, в 1901—1905 годах — в Вене, в Академии художеств. В молодости Мештрович занимался также живописью, однако затем сосредоточился на скульптуре, главным образом, на портретной. 
После окончания учёбы жил сначала в Италии, затем в Париже, где познакомился с Огюстом Роденом (высоко оценившим талант молодого скульптора), а также с Майолем и Бурделем. Во время первой мировой войны был одним из участников Югославянского комитета в Лондоне, который боролся за независимость южных славян от Австро-Венгрии. После окончания войны вернулся на родину. В 1922 г. стал директором Академии художеств в Загребе. В 1920-23 гг. он спроектировал и построил мавзолей семейства Рачич в Цавтате.

На 1920-е — 30-е годы пришёлся пик творческой активности Мештровича, в это время он создал большую часть своих знаменитых скульптур. В частности — два (из трёх) памятника великому хорватскому просветителю Гргуру Нинскому (Grgur Ninski). В 1927 г. он изваял ему памятник в Вараждине, в 1929 г. — памятник в Сплите. Выступая на церемонии открытия сплитского монумента, скульптор сказал: 
Пусть Гргур Нинский будет на хорватском севере, как теперь и на юге, в Сплите, зримым доказательством нашей успешной борьбы за церковнославянский язык и хорватскую глаголицу!
После начала Второй мировой войны Мештрович был арестован итальянскими оккупантами и передан усташам. В усташской тюрьме он провёл около трёх месяцев и, согласно его мемуарам, условия содержания были достаточно комфортными. В 1942 году он был освобождён — по общераспространённому мнению, при содействии Ватикана. Однако, согласно, опять же, мемуарам Мештровича, сам поглавник Хорватии Анте Павелич был заинтересован в его освобождении. Вскоре Павелич командировал реабилитированного скульптора в Италию. В том же 1942 году в Загребе скончалась супруга Мештровича — Ружа Клейн — и скульптор решил не возвращаться в Хорватию. Из фашистской Италии он выехал в нейтральную Швейцарию. 
В 1947 году Иван Мештрович переехал в США. В 1954 году получил американское гражданство. Преподавал в американских университетах. Маршал Тито негативно относился к Мештровичу — и «сменил гнев на милость» лишь под влиянием академика П. Л. Капицы… В 1960 году Мештрович изваял памятник Гргуру Нинскому в Нине — по месту служения святителя.
Похоронен скульптор на родине, в мавзолее, проект которого Мештрович создал сам, в деревне Отавице неподалёку от Дрниша.
Свой дом в Сплите и находящиеся в нём работы автор в 1952 году завещал республике Югославия. В настоящее время в нём функционирует музей Ивана Мештровича.

## Работы
Наиболее известные произведения Мештровича:
Памятники:
- Гргур Нинский, Сплит
- Йосип Юрай Штроссмайер, Загреб

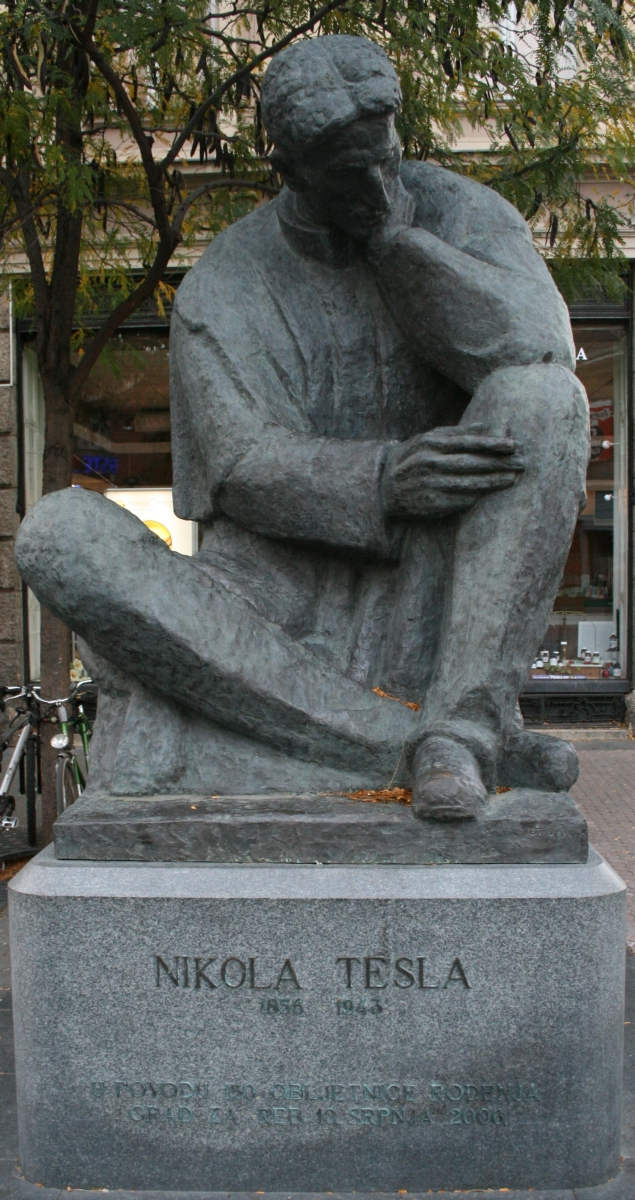
Памятник Николе Тесле в Загребе

- Памятник неизвестному герою на горе Авала, Белград
- Памятник Победителю (серб. Победник) в Белградской крепости, Белград
- Светозар Милетич, Нови-Сад
- Петр II Петрович Негош, Ловчен, Черногория
- Никола Тесла, Белград и Загреб
- Марко Марулич, Сплит
- История хорватов, Народный музей, Белград (копия перед зданием Загребского университета)
- Источник жизни, Загреб
- Статуи индейцев в Гранд-парке, Чикаго
- Мила Гойсалич, Омиш

Скульптуры
- Святой Антоний с младенцем Христом в алтаре церкви Святого Антония Падуанского в Белграде

Сооружения:
- Каштелет, перестроенная Мештровичем старинная усадьба, Каштела
- Мавзолей Негоша на горе Ловчен, Черногория
- Мавзолей Мештровичей, Отавице.
- Мавзолей семейства Рачич, Цавтат

Один из рельефов Мештровича был изображён на банкноте в 50 динаров СФРЮ (выпуск 1968—1981 гг.).